# Rollesby
 (juillet 2023).
Rollesby est une paroisse civile et un village du Norfolk, en Angleterre.